# Lindenäs
Lindenäs är ett gods norr om Motala, Motala kommun, Östergötlands län. Gustaf Mauritz Armfelt köpte gården 1792.